# ロベルト・ライニック

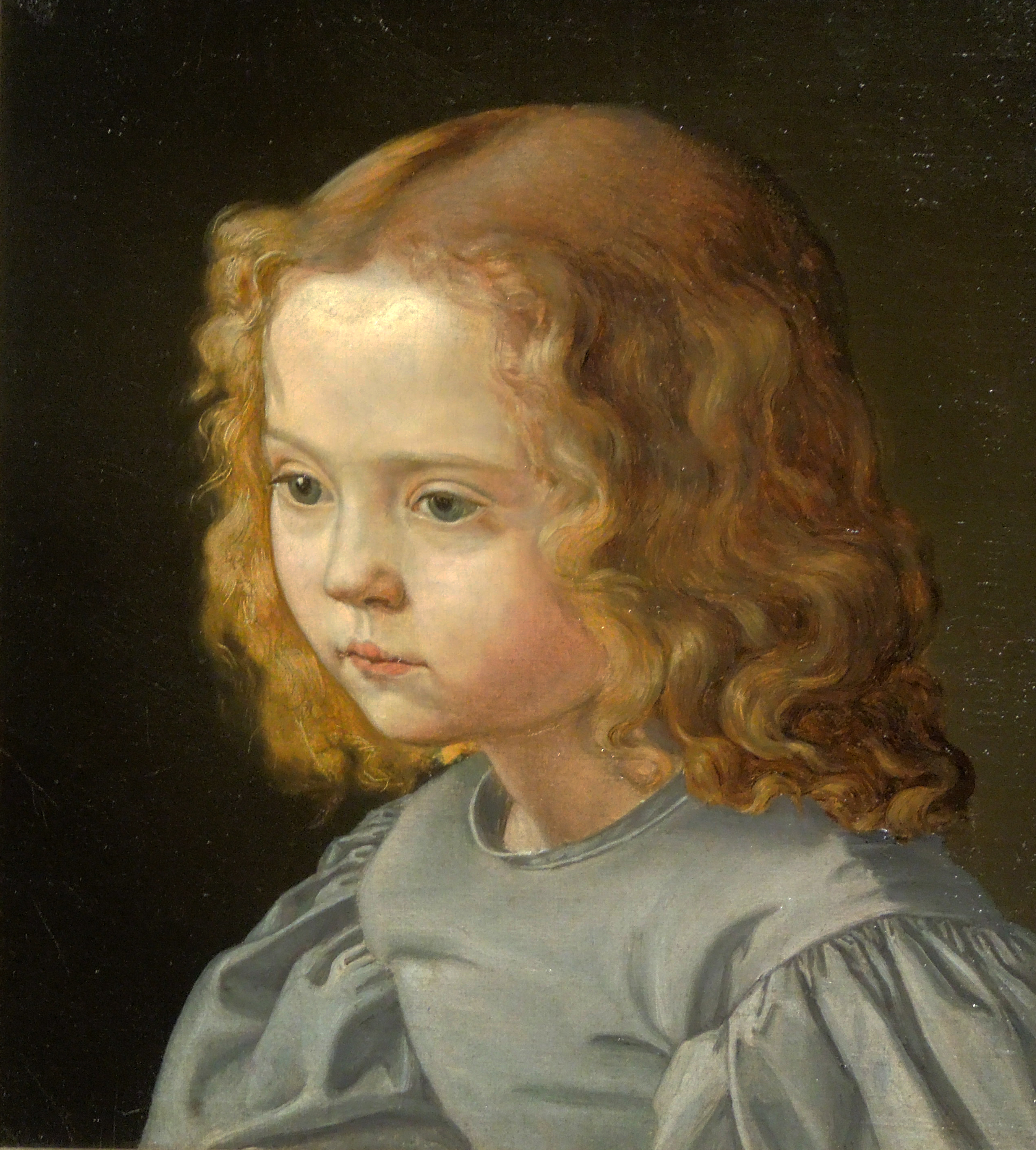
ライニックの絵画『少女像』

ロベルト・ライニック(Robert Reinick、1805年2月22日 - 1852年2月7日）はドイツの画家、詩人である。

## 略歴
グダニスクで生まれた。1825年からベルリンの美術アカデミーに入学し、肖像画、風俗画を得意とするカール・ヨーゼフ・ベガスに学んだ。ベルリンでは文学者のアーデルベルト・フォン・シャミッソー（1781-1838）やヨーゼフ・フォン・アイヒェンドルフ（1788-1857）といった人々の知己を得た。1831年からデュッセルドルフ美術アカデミーに移り、フリードリッヒ・ヴィルヘルム・フォン・シャドーのもとで修行を続け、イタリアにも旅した。
1844年に結婚し、その後、ドレスデンに住み、詩人や翻訳者、画家として働いた。ライニックの付き合った知識人には、歴史家のクグラー（Franz Kugler）、画家のフォン・オーア（Theobald von Oer）やアルフレート・レーテル（Alfred Rethel）、版画家のビュルクナー（Hugo Bürkner）、音楽家のシューマンや、ワーグナー、フェルディナント・ヒラーらがいた。
詩人、文学者としては、ヒラーの歌劇『コンラーディン』（Conradin、1847年初演）の脚本を書き、シューマンの作曲した『ゲノフェーファ』 の脚本を書いたが、『ゲノフェーファ』の台本はシューマンに気に入られず、シューマンによって書き改められた。
ヨハン・ペーター・ヘーベルのアレマン方言による詩を標準ドイツ語に翻訳した。